# La Famille Hernandez (film)
Cet article concerne le film de 1965. Pour la pièce de théâtre de 1957, voir La Famille Hernandez.
Pour plus de détails, voir Fiche technique et Distribution.
La Famille Hernandez est un film français réalisé par Geneviève Baïlac,sorti en 1965.
Il s'agit d'une adaptation de la pièce de théâtre éponyme qu'elle avait créée en 1957 sur le thème de la vie des Pieds-Noirs dans l'Algérie des années 1950.

## Fiche technique
- Titre : La Famille Hernandez
- Réalisation : Geneviève Baïlac
- Assistant réalisateur : Georges Demas
- Photographie : Michel Kelber
- Musique : Michel Colombier
- Format : Noir et blanc — 35 mm — 1,37:1 — Son : Mono
- Genre : Drame et historique
- Durée : 92 minutes
- Dates de sortie :
  -  France : 6 janvier 1965

## Distribution
- Anne Berger : Carmen
- Frédéric de Pasquale : Lagache
- Nicole Mirel : Nicole Chardin
- José Matinez : le père Hernandez
- Alain Castiglia : Paulo